# Josef Axmann

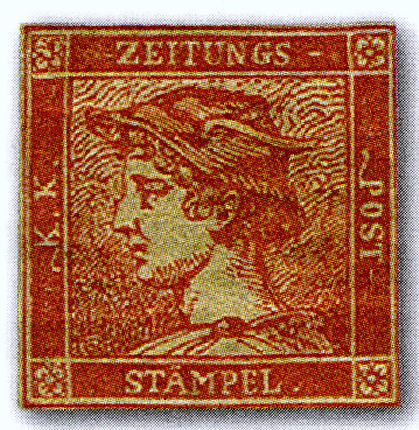
Zinnoberroter Merkur

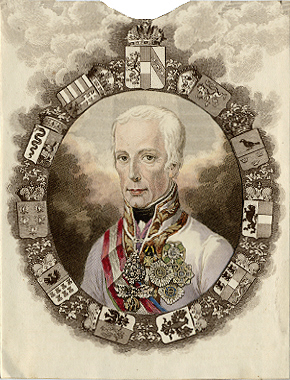
Portretul lui Francisc I gravură în cupru, de Josef Axmann

Josef Axmann (* 7 martie 1793 la Brünn - † 9 noiembrie 1873 la Salzburg) a fost un artist austriac, renumit gravor în cupru. A fost gravorul plăcilor pentru prima serie de timbre de ziare precum și pentru cel mai rar timbru austriac, "Zinnoberroter Merkur".
Și-a făcut studiile artistice la Academia de arte vizuale din Viena, unde a avut o bursă pentru 6 ani (1811-1817).
După ce a executat multe gravuri pentru almanahuri din străinătate, a devenit celebru. În 1829, a inventat un sistem de gravură în relief prin coroziune, pe plăci de zinc și de cupru. Din 1843 a făcut numeroase încercări de realizare prin coroziune a unor clișee după daghereotipii, și a devenit membru plin al Academiei de arte vizuale din Viena.
Se cunosc 573 de gravuri semnate Josef Axmann.